# Крива виробничих можливостей

Крива виробничих можливостей

Крива́ виробни́чих можли́востей поєднує кілька значень можливості одночасного виробництва двох благ з урахуванням наявності ресурсів, що витрачаються на виробництво цих продуктів.

## Сутність кривої
Крива будується в системі координат, кожна з яких відображає обсяг виробництва одного з продуктів. Вона обмежує область виробничих можливостей, так що будь-яка крапка на кривій показує гранично можливе по ресурсних обмеженнях поєднання обсягів виробництва двох продуктів.
Обмеженість економічних ресурсів та багатоваріантність їх застосовування потребують формулювання поняття «межа виробничих можливостей» або «крива виробничих можливостей».
Крива виробничих можливостей (КВМ) — це геометричне місце точок поєднання альтернативних кількісних значень двох благ, які могли б бути вироблені за умов повного використання всіх наявних ресурсів.
Аналіз кривої виробничих можливостей базується на таких припущеннях:
- суспільство використовує всі наявні ресурси, тобто виробництво функціонує за умов цілковитого застосування ресурсів і досягає якнайбільшого з усіх можливих обсягів виробництва;
- економіка розглядається за станом на певний момент часу і тим самим передбачається постійна кількість ресурсів і незмінна технологія;
- в країні виробляється лише два різновиди товарів — наприклад, споживчі та інвестиційні.
- в країні має бути повна зайнятість населення.

КВМ свідчить, що економіка завжди альтернативна, тобто суспільство має вибирати між виробництвом різних товарів шляхом перерозподілу ресурсів. Із точок, розташованих на цій кривій, що показують різні можливі поєднання випуску альтернативних товарів, воно має вибрати найбажанішу для нього у даний час.
При розгляді кривої виробничих можливостей економісти часто використовують такий приклад: нехай існує умовна країна, яка виробляє тільки два види товарів — гармати та вершкове масло. При цьому наявні ресурси використовуються повністю. Можливими варіантами розподілу обмежених ресурсів країни для виробництва цих двох товарів можуть бути такі: всі ресурси витратити на виробництво гармат і не виробляти масло взагалі, або всі ресурси витратити на виробництво масла і не виробляти гармати. Та насправді існуватимуть такі варіанти, за якими частина ресурсів буде витрачена на виробництво масла, а частина — на виробництво гармат. Нехай шкала виробничих можливостей створення гармат та масла в цій країні має такий вигляд.
За шкалою виробничих можливостей можна побудувати графік і розмістити дані про виробництво гармат на вертикальній осі координат, а виробництво вершкового масла — на горизонтальній (див. Рис. 2.1). Кожна точка на кривій виробничих можливостей (наприклад, точки А, В, С, D, E, F) показує нам певний максимальний обсяг виробництва двох продуктів — в нашому прикладі гармат та масла — за умов повної зайнятості та повного обсягу виробництва. Так, точка А показує, що країна може виробити 15 тис. шт. гармат, але при цьому всі ресурси будуть задіяні і виробництво масла стане неможливим. Відповідно, точка В показує, що за умов виробництва 14 тисяч гармат ресурси, які залишилися, дозволять виробити ще 1 тонну вершкового масла. Кожна точка на КВМ — це певний максимальний обсяг виробництва двох продуктів за умов повної зайнятості і повного обсягу виробництва. Суспільство примушене визначати, яку комбінацію виробництва цих продуктів воно бажає. Обмеженість ресурсів не дозволяє досягти будь-якої комбінації виробництва двох товарів поза КВМ, наприклад, у точці N. Виробництво в точці N привабливе, але неможливе на цій ресурсно-технологічній базі. Можливо, в майбутньому, коли нові технології дозволять із тих самих ресурсів виробляти більше продукції і відбудеться зсув кривої виробничих можливостей праворуч вгору, тоді точка N опиниться на новій кривій виробничих можливостей і це означатиме цілком реальний варіант виробництва для країни. Зсув кривої КВМ праворуч вгору може відбутися і за рахунок використання нових ресурсів, наприклад, придбаних країною за кордоном.
Будь-яка комбінація виробництва у внутрішній частині КВМ (точка М) можлива, але свідчить про неефективне використання ресурсів — неповне навантаження виробничих потужностей, безробіття тощо.
Будь-яка комбінація виробництва двох товарів на КВМ — варіанти вибору суспільства; здійснюючи вибір, економіка повної зайнятості повинна втратити частину одного виду продукту, щоб отримати більше іншого продукту.
КВМ має опуклу конфігурацію. Ця опуклість пояснюється тим, що якісь ресурси можуть використовуватися продуктивніше під час виробництва одного товару (в нашому прикладі — гармат), інші — під час виробництва іншого товару (в нашому прикладі — вершкового масла). Під час руху вздовж кривої виробничих можливостей праворуч вниз, змінюючи тим самим структуру виробництва на користь збільшення вершкового масла, доводиться дедалі більше залучати порівняно малоефективні для його виробництва ресурси. Тому кожна додаткова одиниця випуску вершкового масла вимагатиме подальшого скорочення виробництва гармат. Із наближенням до однієї осі координат нахил кривої (щодо даної осі) зростатиме, тобто збільшуватиметься альтернативна вартість. У цьому й виявляється дія закону збільшення альтернативної вартості., зумовлена тим, що виробничі ресурси не взаємозамінні, тобто не придатні для прямого використання у виробництві альтернативних товарів. Закон збільшення альтернативної вартості показує, що зі зростанням виробництва одного блага (А) за умов повного використання наявних ресурсів альтернативна вартість виробництва кожної додаткової одиниці цього блага (А) зростає. Це означає, що збільшуючи виробництво одного блага (А) на одну одиницю ми втрачаємо все більшу і більшу кількість іншого блага (В). Так, в нашому прикладі, альтернативна вартість збільшення виробництва вершкового масла з 1 тис. тонн до 2 тис. тонн дорівнює відмові від виробництва 2 тисяч гармат (перехід з точки В до точки С; 14 — 12 = 2). Збільшення виробництва вершкового масла з 2 тис. тонн до 3 тис. тонн означає відмову від виробництва вже аж 3 тисяч гармат (перехід з точки С до точки D; 12 — 9 = 3).
Таким чином, крива виробничих можливостей характеризує наступні економічні положення:
- Неможлива жодна комбінація виробництва товарів, яка описується точками, розташованими із зовнішнього боку КВМ.
- Вибір із різних комбінацій виробництва товарів можливий тільки з тих варіантів, які описуються точками, що розміщені на кривій або всередині неї.
- Спадний нахил кривої ілюструє поняття альтернативної вартості.
- Опуклість кривої демонструє збільшення альтернативної вартості.

## Узагальнений опис кривої
Підсумки:
• Обмеженість ресурсів примушує робити вибір способу використання цих ресурсів для задоволення потреб. Економіка — це наука про вибір в умовах обмеженості ресурсів.
• Обмеженість ресурсів вимагає прийняття рішення щодо вибору способу їх використання як на індивідуальному рівні, так і на рівні державної політики.
• Альтернативна вартість (вартість втраченої можливості) — це є вартість найкращої (після обраної) альтернативи, від якої треба відмовитися через здійснений вибір іншої альтернативи. Оцінка вибору та альтернативної вартості є суб'єктивною.
• Усі економічні рішення повинні враховувати альтернативну вартість.
• Крива виробничих можливостей (КВМ) — сукупність різних варіантів комбінацій виробництва двох товарів при повному використанні наявних ресурсів. Економіка повної зайнятості і повного обсягу виробництва вимушена жертвувати випуском одних видів товарів та послуг, щоб досягти збільшення виробництва інших.